# II legislatura del Parlament Europeu
La II legislatura del Parlament Europeu va ser un cicle parlamentari que va començar el 24 de juliol de 1984, després de les eleccions europees celebrades entre el 14 i el 17 de juny, i va durar fins al 24 de juliol de 1989. Els diputats del Parlament Europeu es van agrupar en grups polítics segons la seva afinitat ideològica, i seguint la tradició de l'Assemblea Comuna de la Comunitat Europea del Carbó i de l'Acer.

## Principals esdeveniments
14-17 de juny de 1984
- Eleccions al Parlament Europeu de 1984.

24 de juliol de 1984
- Sessió constitutiva del 2n Parlament Europeu.
  - Grups constituïts: SOC (130), PPE (110), DE (50), COM (41), LD (31), ADE (29), ARC (20), GDE (16), NI (10).

- Elecció de la presidència del Parlament Europeu per a la primera meitat de la legislatura.
  - Pierre Pflimlin (PPE) de França, es elegit president.

1 de gener de 1985
- Groenlàndia abandona les Comunitats Europees.

6 de gener de 1985
- Inicia el mandat la Comissió Delors I, que substitueix la Comissió Thorn.

1 de gener de 1986
- Entrada d'Espanya i Portugal a les Comunitats Europees.

- El Parlament Europeu augmenta el seu número de diputats a 518, per donar entrada als 60 representants designats d'Espanya i els 24 de Portugal.
  - Grups a l'entrada d'Espanya i Portugal: SOC (172), PPE (117), DE (64), COM (46), LDR (42), ADE (34), ARC (20), GDE (16), NI (7).

20 de gener de 1987
- Elecció de la presidència del Parlament Europeu per a la segona meitat de la legislatura.
  - Henry Plumb (DE) del Regne Unit, es elegit president.

10 de juny de 1987
- Espanya celebra les seves primeres eleccions al Parlament Europeu.

6 de juliol de 1987
- Els eurodiputats electes espanyols substitueixen als designats.

19 de juliol de 1987
- Portugal celebra les seves primeres eleccions al Parlament Europeu.

13 de setembre de 1987
- Els eurodiputats electes portuguesos substitueixen als designats.
  - Grups polítics a l'entrada dels eurodiputats: SOC (165), PPE (114), DE (66), COM (48), LDR (45), ADE (29), ARC (20), GDE (17), NI (14).

17 de setembre de 1987
- Creació del Grup de Coordinació Tècnica i Defensa dels Grups i Diputats Independents.

17 de novembre de 1987
- Dissolució del Grup de Coordinació Tècnica i Defensa dels Grups i Diputats Independents.

6 de gener de 1989
- Inicia el mandat la Comissió Delors II, que substitueix la Comissió Delors I.

15-18 de juny de 1989
- Eleccions al Parlament Europeu de 1989.
  - Grups a la dissolució: SOC (166), PPE (113), DE (66), COM (48), LDR (45), ADE (30), ARC (20), GDE (16), NI (14).

## Resultat de les eleccions
Els partits socialdemòcrates agrupats a la Confederació Europea de Partits Socialistes van guanyar la majoria d'escons amb 129 eurodiputats, 18 per sobre de les anteriors eleccions, per davant dels partits conservadors i democratacristians del Partit Popular Europeu que van aconseguir 108 escons. Els partits liberals i centristes de la Federació de Partits Liberals i Demòcrates a Europa van sumar un total de 28 diputats europeus, 6 menys que a les anteriors eleccions, mentre que l'Aliança Lliure Europea i la Coordinació Europea de Partits Verds, creats uns mesos abans de les eleccions, es van estrenar amb 3 i 2 eurodiputats respectivament.

## Formació de grups polítics
Després de les eleccions de 1984, el Parlament Europeu va mantenir els seus grans grups, liderats pel Grup Socialista amb 130 escons enfront dels 110 eurodiputats del Grup del Partit Popular Europeu - Grup Demòcrata Cristià, seguits del Grup dels Demòcrates Europeus amb 50 representants, del Grup Comunista i aliats amb 41 i del Grup Liberal i Democràtic amb 31.
Si bé, es van crear tres nous grups: el Grup de l'Aliança Democràtica Europea, amb els partits del Grup dels Demòcrates Europeus de Progrés excepte el Partit Popular Conservador de Dinamarca, el Grup de l'Arc de Sant Martí, amb els partits del Grup per a la Coordinació Tècnica i la Defensa dels Grups i Diputats i els nous partits verds i regionalistes que van accedir a la càmera, i el Grup de la Dreta Europea, liderat pel Front Nacional de França i amb la participació del Moviment Social Italià, que formava part dels No Inscrits la legislatura anterior:
| Grup polític | Grup polític                                                   | Posició          | Ideologia                                       | Escons    |
| ------------ | -------------------------------------------------------------- | ---------------- | ----------------------------------------------- | --------- |
|              | Grup Socialista (SOC)                                          | Centreesquerra   | Socialdemocràcia Socialisme democràtic          | 130 / 434 |
|              | Grup del Partit Popular Europeu - Grup Demòcrata Cristià (PPE) | Centredreta      | Conservadorisme liberal Democràcia cristiana    | 110 / 434 |
|              | Grup dels Demòcrates Europeus (GDE)                            | Dreta            | Conservadorisme                                 | 50 / 434  |
|              | Grup Comunista i aliats (COM)                                  | Esquerra         | Marxisme Anticapitalisme                        | 41 / 434  |
|              | Grup Liberal i Democràtic (LD)                                 | Centre           | Liberalisme Socioliberalisme Progressisme       | 31 / 434  |
|              | Grup de l'Aliança Democràtica Europea (ADE)                    | Dreta Ultradreta | Conservadorisme nacionalista                    | 29 / 434  |
|              | Grup de l'Arc de Sant Martí (ARC)                              | Transversalisme  | Ecologisme Regionalisme                         | 20 / 434  |
|              | Grup de la Dreta Europea (GDE)                                 | Ultradreta       | Populisme de dreta Euroescepticisme Sobiranisme | 16 / 434  |
|              | No inscrits (NI)                                               |                  |                                                 | 7 / 434   |

| Estat | Grups polítics del Parlament Europeu | Grups polítics del Parlament Europeu | Grups polítics del Parlament Europeu | Grups polítics del Parlament Europeu | Grups polítics del Parlament Europeu | Grups polítics del Parlament Europeu | Grups polítics del Parlament Europeu | Grups polítics del Parlament Europeu | Grups polítics del Parlament Europeu | Grups polítics del Parlament Europeu | Grups polítics del Parlament Europeu | Grups polítics del Parlament Europeu | Grups polítics del Parlament Europeu | Grups polítics del Parlament Europeu | Grups polítics del Parlament Europeu | Grups polítics del Parlament Europeu | Grups polítics del Parlament Europeu | Grups polítics del Parlament Europeu | MEP |  |    |
| Estat | SOC                                  | SOC                                  | PPE                                  | PPE                                  | DE                                   | DE                                   | COM                                  | COM                                  | LD                                   | LD                                   | ADE                                  | ADE                                  | ARC                                  | ARC                                  | GDE                                  | GDE                                  | NI                                   | NI                                   | MEP |  |    |
| --- | ------------------------------------ | ------------------------------------ | ------------------------------------ | ------------------------------------ | ------------------------------------ | ------------------------------------ | ------------------------------------ | ------------------------------------ | ------------------------------------ | ------------------------------------ | ------------------------------------ | ------------------------------------ | ------------------------------------ | ------------------------------------ | ------------------------------------ | ------------------------------------ | ------------------------------------ | ------------------------------------ | --- |  | -- |
| Estat | RFA                                  | 33 SPD                               | -2                                   | 34 CDU 7 CSU                         | -1                                   |                                      |                                      |                                      |                                      |                                      | -4                                   |                                      |                                      | 7 Grüne                              |                                      |                                      |                                      |                                      | MEP |  | 81 |
| França | 20 PS                                | -3                                   | 9 UDF                                |                                      |                                      |                                      | 10 PCF                               | -9                                   | 12 UDF                               | -3                                   | 19 RPR 1 UDF                         |                                      |                                      |                                      | 10 FN                                |                                      |                                      |                                      | 81  |  |    |
| Itàlia | 9 PSI 3 PSDI                         | -2                                   | 26 DC 1 SVP                          | -3                                   |                                      |                                      | 26 PCI                               | +2                                   | 3 PRI 2 PLI                          |                                      |                                      |                                      | 1 PSdAz 1 PdUP 1 DP                  |                                      | 5 MSI                                |                                      | 3 PR                                 | -1                                   | 81  |  |    |
| Regne Unit | 32 Lab 1 SDLP                        | +16                                  |                                      |                                      | 45 CON 1 UUP                         | -15                                  |                                      |                                      |                                      |                                      | 1 SNP                                |                                      |                                      |                                      |                                      |                                      | 1 DUP                                |                                      | 81  |  |    |
| Països Baixos | 9 PvdA                               |                                      | 8 CDA                                | -2                                   |                                      |                                      |                                      |                                      | 5 VVD                                | +1                                   |                                      |                                      | 1 CPN 1 PPR                          |                                      |                                      |                                      | 1 SGP                                | -1                                   | 25  |  |    |
| Bèlgica | 4 PS 3 SP                            |                                      | 4 CVP 2 PSC                          | -4                                   |                                      |                                      |                                      |                                      | 3 PRL 2 PVV                          | +1                                   |                                      |                                      | 2 VU 1 Ecolo 1 Agalev                |                                      |                                      |                                      | 1 PS 1 SP                            | +1                                   | 24  |  |    |
| Grècia | 7 PASOK 2 PARKE 1 EDA                |                                      | 9 ND                                 | +1                                   |                                      |                                      | 3 KKE 1 KKE-I                        |                                      |                                      |                                      |                                      |                                      |                                      |                                      | 1 EPEN                               |                                      |                                      | -2                                   | 24  |  |    |
| Dinamarca | 3 A 1 Siumut                         |                                      | 1 CD                                 |                                      | 4 C                                  | +2                                   | 1 SF                                 |                                      | 2 V                                  | -1                                   |                                      |                                      | 4 N                                  |                                      |                                      |                                      |                                      |                                      | 16  |  |    |
| Irlanda |                                      | -4                                   | 6 FG                                 | +2                                   |                                      |                                      |                                      |                                      | 1 Maher                              |                                      | 8 FF                                 |                                      |                                      |                                      |                                      |                                      |                                      |                                      | 15  |  |    |
| Luxemburg | 2 LSAP                               | +1                                   | 3 CSV                                |                                      |                                      |                                      |                                      |                                      | 1 DP                                 | -1                                   |                                      |                                      |                                      |                                      |                                      |                                      |                                      |                                      | 6   |  |    |
| Total | 130                                  | +6                                   | 110                                  | -7                                   | 50                                   | -13                                  | 41                                   | -7                                   | 31                                   | -7                                   | 29                                   |                                      | 20                                   |                                      | 16                                   |                                      | 7                                    | -3                                   | MEP |  |    |
| Total |                                      |                                      |                                      |                                      |                                      |                                      |                                      |                                      |                                      |                                      |                                      |                                      |                                      |                                      |                                      |                                      |                                      |                                      | MEP |  |    |
| Total | SOC                                  | SOC                                  | PPE                                  | PPE                                  | DE                                   | DE                                   | COM                                  | COM                                  | LD                                   | LD                                   | ADE                                  | ADE                                  | ARC                                  | ARC                                  | GDE                                  | GDE                                  | NI                                   | NI                                   | MEP |  |    |
| Total | Grups polítics del Parlament Europeu |                                      |                                      |                                      |                                      |                                      |                                      |                                      |                                      |                                      |                                      |                                      |                                      |                                      |                                      |                                      |                                      |                                      | MEP |  |    |
| Nota: - Les dades comparatives són en relació amb l'organització dels grups a la finalització del primer mandat del Parlament Europeu. |                                      |                                      |                                      |                                      |                                      |                                      |                                      |                                      |                                      |                                      |                                      |                                      |                                      |                                      |                                      |                                      |                                      |                                      |     |  |    |

## Elecció de la Mesa per la primera meitat de la legislatura
Després de la constitució del nou Parlament Europeu, el 24 de juliol de 1984, els grups polítics van triar als seus representants en la Mesa del Parlament, incloent-hi el president i 12 vicepresidents, per la primera meitat de la legislatura.

### Presidència
Hi havia set candidats a la presidència del Parlament Europeu: el popular Pierre Pflimlin, el socialista Piet Dankert, els comunistes Altiero Spinelli i Giancarlo Pajetta, la conservadora Diana Elles, la diputada verda Undine von Blottnitz i l'ultradretà Jean-Marie Le Pen. En la primera votació, Pflimlin va guanyar amb 165 vots sobre els 123 de Dankert, però van estar lluny dels 207 de la majoria absoluta. En segona volta Elles, Pajetta, von Blottnitz i Le Pen es van retirar, cosa que va permetre a Pflimlin aconseguir 221 vots, 18 per sobre de la majoria.
| Votació per a la presidència del Parlament Europeu Vots emesos en primera votació: 421 \| Vots blancs o nuls: 8 \| Majoria absoluta: 207 Vots emesos en segona votació: 421 \| Vots blancs o nuls: 18 \| Majoria absoluta: 203 |                                   |                    |                         |                     |                         |                   |                |
| Candidat |                                   |                    |                         |                     |                         |                   |                |
| Pierre Pflimlin | Piet Dankert                      | Altiero Spinelli   | Diana Elles             | Giancarlo Pajetta   | Undine von Blottnitz    | Jean-Marie Le Pen |                |
| Estat | França                            | Països Baixos      | Itàlia                  | Regne Unit          | Itàlia                  | Alemanya          | França         |
| Partit polític | Unió per a la Democràcia Francesa | Partit del Treball | Partit Comunista Italià | Partit Conservador  | Partit Comunista Italià | Els Verds         | Front Nacional |
| Grup polític | Partit Popular Europeu            | Grup Socialista    | Comunista i aliats      | Demòcrates Europeus | Comunista i aliats      | Arc de Sant Martí | Dreta Europea  |
| 1a votació | 165                               | 123                | 11                      | 44                  | 37                      | 17                | 16             |
| 2a votació | 221                               | 133                | 49                      | -                   | -                       | -                 | -              |

### Vicepresidències
En les 12 vicepresidències, el Grup Socialista va aconseguir cinc, dos el Grup Comunista i aliats i el Grup dels Demòcrates Europeus i una el Grup del Partit Popular Europeu, el Grup Liberal i Democràtic i el Grup de l'Aliança Democràtica Europea.
| Votació per a les vicepresidències del Parlament Europeu |                         |               |                                                 |              |      |
| Primera volta                                            |                         |               |                                                 |              |      |
| Nom                                                      | Nom                     | Estat         | Partit Polític                                  | Grup polític | Vots |
|                                                          | Giovanni Cervetti       | Itàlia        | Partit Comunista Italià                         | COM          |      |
|                                                          | Siegbert Alber          | Alemanya      | Unió Demòcrata Cristiana d'Alemanya             | PPE          |      |
|                                                          | Diana Elles             | Regne Unit    | Partit Conservador                              | DE           |      |
|                                                          | Hans R. Nord            | Països Baixos | Partit Popular per la Llibertat i la Democràcia | LD           |      |
|                                                          | Patrick Joseph Lalor    | Irlanda       | Fianna Fáil                                     | ADE          |      |
| Segona volta                                             |                         |               |                                                 |              |      |
| Nom                                                      | Nom                     | Estat         | Partit Polític                                  | Grup polític | Vots |
|                                                          | Horst Seefeld           | Alemanya      | Partit Socialdemòcrata d'Alemanya               | SOC          |      |
|                                                          | Mario Didò              | Itàlia        | Partit Socialista Italià                        | SOC          |      |
|                                                          | Winston James Griffiths | Regne Unit    | Partit Laborista                                | SOC          |      |
|                                                          | Guido Fanti             | Itàlia        | Partit Comunista Italià                         | COM          |      |
|                                                          | Spyridon Plaskovitis    | Grècia        | Moviment Socialista Panhel·lènic                | SOC          |      |
|                                                          | Poul Møller             | Dinamarca     | Partit Popular Conservador                      | DE           |      |
|                                                          | Nicole Péry             | França        | Partit Socialista                               | SOC          |      |

## Sortida de Groenlàndia de les Comunitats Europees
Groenlàndia es va unir a les Comunitats Europees l'any 1973 com a part de Dinamarca. Si bé, a principis dels anys vuitanta, una disputa sobre els drets de pesca va provocar un referèndum el 23 de febrer de 1982, on els contraris a la permanència a l'espai europeu van guanyar amb el 53,02% dels vots enfront del 46,98% dels favorables a continuar.
Aquesta sortida es va consolidar l'1 de gener de 1985, quan l'illa de Groenlàndia va abandonar definitivament les Comunitats. El seu representant al Parlament Europeu, Finn Lynge del Siumut, va ser reemplaçat per John Iversen del Partit Popular Socialista.

## Elecció de la Comissió Delors I
En el període previ a la designació de la Comissió Europea, els governs de França i Alemanya havien arribat a un acord polític per nomenar president de la Comissió a Claude Cheysson, un dels dos comissaris europeus indicats per França. El govern britànic encapçalat per Margaret Thatcher, tanmateix, va plantejar un vet contra Cheysson, per la qual cosa va ser nominat a la presidència Jacques Delors, l'altre comissari europeu indicat pel govern francès. El Parlament Europeu va votar a favor de la seva presa de possessió amb 206 vots a favor, 34 en contra i 37 abstencions.
El 6 de gener de 1981, va començar a funcionar la Comissió Delors I va comptar amb 14 comissaris a la data d'elecció, un per cada país de les Comunitats Europees, amb l'excepció de França, Regne Unit, Itàliai Alemanya, que en tenien dos. Igual que en l'anterior Comissió Europea, tots els comissaris designats pels estats eren homes.
Els partits agrupats a la Confederació dels Partits Socialistes de la Comunitat Europea van tenir 8 representants enfront dels 5 representants del Partit Popular Europeu. La Federació de Partits Liberals i Demòcrates a Europa va tenir 2 representants a l'inici de la legislatura. A més, sense partit europeu, hi havia el representant del Partit Conservador del Regne Unit.
| Comissió Delors I |                                           |                                                                                     |          |                                                  |                                                                                      |          |                                                      |                                                                                   |
|                   |                                           |                                                                                     |          |                                                  |                                                                                      |          |                                                      |                                                                                   |
|                   |                                           |                                                                                     |          |                                                  |                                                                                      |          |                                                      |                                                                                   |
|                   |                                           |                                                                                     |          |                                                  |                                                                                      |          |                                                      |                                                                                   |
| Designat          | Designat                                  | Cartera                                                                             | Designat | Designat                                         | Cartera                                                                              | Designat | Designat                                             | Cartera                                                                           |
|                   | · Jacques Delors · França · (UPSCE - PS)  | President                                                                           |          | · Frans Andriessen · Països Baixos · (PPE - CDA) | Vicepresident — Agricultura i Pesca                                                  |          | · Henning Christophersen · Dinamarca · (LDRE - V)    | Vicepresident — Pressupostos i Afers administratius                               |
| [ 12 ]            | · Jacques Delors · França · (UPSCE - PS)  | [ 12 ]                                                                              | [ 12 ]   | · Frans Andriessen · Països Baixos · (PPE - CDA) |                                                                                      |          | · Henning Christophersen · Dinamarca · (LDRE - V)    |                                                                                   |
|                   | · Francis Cockfield · Regne Unit · (CON)  | Vicepresident — Mercat Interior, Unió Duanera, Fiscalitat i Institucions Financeres |          | · Karl-Heinz Narjes · RFA · (PPE - CDU)          | Vicepresident — Indústria, Tecnologies de la Informació, Ciència i Recerca           |          | · Lorenzo Natali · Itàlia · (PPE - DCI)              | Vicepresident — Cooperació, Desenvolupament i Ampliació                           |
| [ 12 ]            | · Francis Cockfield · Regne Unit · (CON)  | [ 12 ]                                                                              | [ 12 ]   | · Karl-Heinz Narjes · RFA · (PPE - CDU)          |                                                                                      |          | · Lorenzo Natali · Itàlia · (PPE - DCI)              |                                                                                   |
|                   | · Claude Cheysson · França · (UPSCE - PS) | Comissari — Política Mediterrània i Relacions Nord-Sud                              |          | · Willy De Clercq · Bèlgica · (LDRE - PVV)       | Comissari — Relacions Exteriors i Comerç                                             |          | · Stanley Clinton-Davis · Regne Unit · (UPSCE - Lab) | Comissari — Medi Ambient, Seguretat Nuclear, Protecció del Consumidor i Transport |
| [ 12 ]            | · Claude Cheysson · França · (UPSCE - PS) | [ 12 ]                                                                              | [ 12 ]   | · Willy De Clercq · Bèlgica · (LDRE - PVV)       |                                                                                      |          | · Stanley Clinton-Davis · Regne Unit · (UPSCE - Lab) |                                                                                   |
|                   | Nicolas Mosar · Luxemburg · (PPE - CSV)   | Comissari — Energia i EUROATOM                                                      |          | Alois Pfeiffer · RFA · (UPSCE - SPD)             | Comissari — Ocupació Crèdit, Inversions, Afers Econòmics i Estadística               |          | Carlo Ripa di Meana · Itàlia · (UPSCE - PSI)         | Comissari — Reformes institucionals, Política d'Informació, Cultura i Turisme     |
| [ 12 ]            | Nicolas Mosar · Luxemburg · (PPE - CSV)   | [ 12 ]                                                                              | [ 12 ]   | Alois Pfeiffer · RFA · (UPSCE - SPD)             |                                                                                      |          | Carlo Ripa di Meana · Itàlia · (UPSCE - PSI)         |                                                                                   |
|                   | · Peter Sutherland · Irlanda · (PPE - FG) | Comissari — Competència, Afers Socials, Educació i Formació                         |          | · Grigóris Várfis · Grècia · (UPSCE - PASOK)     | Comissari — Relacions amb el Parlament, Política Regional i Protecció del Consumidor |          |                                                      |                                                                                   |
| [ 12 ]            | · Peter Sutherland · Irlanda · (PPE - FG) | [ 12 ]                                                                              |          | · Grigóris Várfis · Grècia · (UPSCE - PASOK)     |                                                                                      |          |                                                      |                                                                                   |

## Entrada d'Espanya i Portugal a les Comunitats Europees
L'1 de gener de 1986, Espanya i Portugal van entrar a les Comunitats Europees, després de diversos anys de negociacions i la signatura del Tractat d'Adhesió, l'Acta d'Adhesió i l'Acta Final. Amb la seva entrada, el Parlament Europeu va sumar 84 eurodiputats, 60 procedents d'Espanya i 24 de Portugal. Fins a la celebració de les eleccions europees el 1987, ambdós estats havien de designar els seus diputats per ocupar els escons acordats.
Les Corts Generals de l'estat espanyol van designar com a eurodiputats a 36 representants del Partit Socialista Obrer Espanyol, 17 de la coalició formada per Aliança Popular i el Partit Demòcrata Popular, 2 del Partit Nacionalista Basc, un representant de Convergència Democràtica de Catalunya, un d'Unió Democràtica de Catalunya, un de l'extinta Unió de Centre Democràtic, un del Centre Democràtic i Social i un d'Eusko Alkartasuna.
Per la seva part, Portugal va designar a 9 diputats del Partit Socialdemòcrata, 6 del Partit Socialista, 4 del Partit Renovador Democràtic, 3 del Partit Comunista Portuguès i 2 del Centre Democràtic Social / Partit Popular.
En total, el grup més afavorit va ser el Grup Socialista, que va guanyar 42 escons, seguit dels Demòcrates Europeus que van sumar 14 eurodiputats, el Grup Liberal, Democràtic i Reformista que va sumar 9 i el Grup del Partit Popular Europeu que va aconseguir sumar 7 escons. L'Aliança Democràtica Europea i el Grup de l'Arc de Sant Martí van guanyar 5 eurodiputats cadascú.
| Grup polític | Grup polític                                                   | Posició          | Ideologia                                       | Escons    |
| ------------ | -------------------------------------------------------------- | ---------------- | ----------------------------------------------- | --------- |
|              | Grup Socialista (SOC)                                          | Centreesquerra   | Socialdemocràcia Socialisme democràtic          | 172 / 518 |
|              | Grup del Partit Popular Europeu - Grup Demòcrata Cristià (PPE) | Centredreta      | Conservadorisme liberal Democràcia cristiana    | 117 / 518 |
|              | Grup dels Demòcrates Europeus (DE)                             | Dreta            | Conservadorisme                                 | 64 / 518  |
|              | Grup Comunista i aliats (COM)                                  | Esquerra         | Marxisme Anticapitalisme                        | 46 / 518  |
|              | Grup Liberal, Democràtic i Reformista (LDR)                    | Centre           | Liberalisme Socioliberalisme Progressisme       | 42 / 518  |
|              | Grup de l'Aliança Democràtica Europea (ADE)                    | Dreta Ultradreta | Conservadorisme nacionalista                    | 34 / 518  |
|              | Grup de l'Arc de Sant Martí (ARC)                              | Transversalisme  | Ecologisme Regionalisme                         | 20 / 518  |
|              | Grup de la Dreta Europea (GDE)                                 | Ultradreta       | Populisme de dreta Euroescepticisme Sobiranisme | 16 / 518  |
|              | No inscrits (NI)                                               |                  |                                                 | 7 / 518   |

| Estat | Grups polítics del Parlament Europeu | Grups polítics del Parlament Europeu | Grups polítics del Parlament Europeu | Grups polítics del Parlament Europeu | Grups polítics del Parlament Europeu | Grups polítics del Parlament Europeu | Grups polítics del Parlament Europeu | Grups polítics del Parlament Europeu | Grups polítics del Parlament Europeu | Grups polítics del Parlament Europeu | Grups polítics del Parlament Europeu | Grups polítics del Parlament Europeu | Grups polítics del Parlament Europeu | Grups polítics del Parlament Europeu | Grups polítics del Parlament Europeu | Grups polítics del Parlament Europeu | Grups polítics del Parlament Europeu | Grups polítics del Parlament Europeu | MEP |  |    |
| Estat | SOC                                  | SOC                                  | PPE                                  | PPE                                  | DE                                   | DE                                   | COM                                  | COM                                  | LDR                                  | LDR                                  | ADE                                  | ADE                                  | ARC                                  | ARC                                  | GDE                                  | GDE                                  | NI                                   | NI                                   | MEP |  |    |
| --- | ------------------------------------ | ------------------------------------ | ------------------------------------ | ------------------------------------ | ------------------------------------ | ------------------------------------ | ------------------------------------ | ------------------------------------ | ------------------------------------ | ------------------------------------ | ------------------------------------ | ------------------------------------ | ------------------------------------ | ------------------------------------ | ------------------------------------ | ------------------------------------ | ------------------------------------ | ------------------------------------ | --- |  | -- |
| Estat | RFA                                  | 33 SPD                               |                                      | 34 CDU 7 CSU                         |                                      |                                      |                                      |                                      |                                      |                                      |                                      |                                      |                                      | 7 Grüne                              |                                      |                                      |                                      |                                      | MEP |  | 81 |
| França | 20 PS                                |                                      | 9 UDF                                |                                      |                                      |                                      | 9 PCF 1 PCR                          |                                      | 12 UDF                               |                                      | 19 RPR 1 UDF                         |                                      |                                      |                                      | 10 FN                                |                                      |                                      |                                      | 81  |  |    |
| Itàlia | 9 PSI 3 PSDI                         |                                      | 26 DC 1 SVP                          |                                      |                                      |                                      | 26 PCI 1 PdUP                        | +1                                   | 3 PRI 2 PLI                          |                                      |                                      |                                      | 1 PSdAz 1 DP                         | -1                                   | 5 MSI                                |                                      | 3 PR                                 |                                      | 81  |  |    |
| Regne Unit | 32 Lab 1 SDLP                        |                                      |                                      |                                      | 45 CON 1 UUP                         |                                      |                                      |                                      |                                      |                                      | 1 SNP                                |                                      |                                      |                                      |                                      |                                      | 1 DUP                                |                                      | 81  |  |    |
| Espanya | 36 PSOE                              |                                      | 2 PDP 2 PNV 1 UCD 1 UDC              |                                      | 13 AP 1 PDP                          |                                      |                                      |                                      | 1 CDS 1 CDC                          |                                      |                                      |                                      | 1 EA                                 |                                      |                                      |                                      | 1 AP                                 |                                      | 60  |  |    |
| Països Baixos | 9 PvdA                               |                                      | 8 CDA                                |                                      |                                      |                                      |                                      |                                      | 5 VVD                                |                                      |                                      |                                      | 1 CPN 1 PPR                          |                                      |                                      |                                      | 1 SGP                                |                                      | 25  |  |    |
| Bèlgica | 5 PS 3 SP                            | +1                                   | 4 CVP 2 PSC                          |                                      |                                      |                                      |                                      |                                      | 3 PRL 2 PVV                          |                                      |                                      |                                      | 2 VU 1 Ecolo 1 Agalev                |                                      |                                      |                                      | 1 SP                                 | -1                                   | 24  |  |    |
| Grècia | 7 PASOK 2 PARKE 1 EDA                |                                      | 8 ND                                 | -1                                   |                                      |                                      | 3 KKE 1 KKE-I                        |                                      |                                      |                                      | 1 Boutos                             | +1                                   |                                      |                                      | 1 EPEN                               |                                      |                                      |                                      | 24  |  |    |
| Portugal | 6 PS                                 |                                      | 2 CDS                                |                                      |                                      |                                      | 3 PCP                                |                                      | 9 PSD                                |                                      | 4 PRD                                |                                      |                                      |                                      |                                      |                                      |                                      |                                      | 24  |  |    |
| Dinamarca | 3 A                                  | -1                                   | 1 CD                                 |                                      | 4 C                                  |                                      | 2 SF                                 | +1                                   | 2 V                                  |                                      |                                      |                                      | 4 N                                  |                                      |                                      |                                      |                                      |                                      | 16  |  |    |
| Irlanda |                                      |                                      | 6 FG                                 |                                      |                                      |                                      |                                      |                                      | 1 Maher                              |                                      | 8 FF                                 |                                      |                                      |                                      |                                      |                                      |                                      |                                      | 15  |  |    |
| Luxemburg | 2 LSAP                               |                                      | 3 CSV                                |                                      |                                      |                                      |                                      |                                      | 1 DP                                 |                                      |                                      |                                      |                                      |                                      |                                      |                                      |                                      |                                      | 6   |  |    |
| Total | 172                                  | +42                                  | 117                                  | +7                                   | 64                                   | +14                                  | 46                                   | +5                                   | 42                                   | +9                                   | 34                                   | +5                                   | 20                                   |                                      | 16                                   |                                      | 7                                    |                                      | MEP |  |    |
| Total |                                      |                                      |                                      |                                      |                                      |                                      |                                      |                                      |                                      |                                      |                                      |                                      |                                      |                                      |                                      |                                      |                                      |                                      | MEP |  |    |
| Total | SOC                                  | SOC                                  | PPE                                  | PPE                                  | DE                                   | DE                                   | COM                                  | COM                                  | LDR                                  | LDR                                  | ADE                                  | ADE                                  | ARC                                  | ARC                                  | GDE                                  | GDE                                  | NI                                   | NI                                   | MEP |  |    |
| Total | Grups polítics del Parlament Europeu |                                      |                                      |                                      |                                      |                                      |                                      |                                      |                                      |                                      |                                      |                                      |                                      |                                      |                                      |                                      |                                      |                                      | MEP |  |    |
| Nota: - Les dades comparatives són en relació amb l'organització dels grups a l'inici del segon mandat del Parlament Europeu. |                                      |                                      |                                      |                                      |                                      |                                      |                                      |                                      |                                      |                                      |                                      |                                      |                                      |                                      |                                      |                                      |                                      |                                      |     |  |    |

## Elecció de la Mesa per la segona meitat de la legislatura
Com es va convertir en tradició, el 20 de gener 1987, els grups polítics van triar als seus representants en la Mesa del Parlament, incloent-hi el president i 12 vicepresidents, per la segona meitat de la legislatura.

### Presidència
Hi havia quatre candidats a la presidència del Parlament Europeu: el socialista espanyol Enrique Barón, el no inscrit del Partit Radical italià Marco Pannella, el conservador Henry Plumb del Regne Unit i el belga Paul M.J. Staes d'Agalev. Es van requerir tres votacions, on va anar caient el candidat menys votat, i finalment va guanyar el britànic per 241 vots, enfront dels 236 de l'espanyol.
| Votació per a la presidència del Parlament Europeu Vots emesos en primera votació: 487 \| Vots blancs o nuls: 4 \| Majoria absoluta: 242 Vots emesos en segona votació: 494 \| Vots blancs o nuls: 7 \| Majoria absoluta: 244 Vots emesos en tercera votació: 493 \| Vots blancs o nuls: 16 \| Majoria absoluta: 239 |                     |                                  |                 |                   |
| Candidat |                     |                                  |                 |                   |
| Henry Plumb | Enrique Barón       | Marco Pannella                   | Paul M.J. Staes |                   |
| Estat | Regne Unit          | Espanya                          | Itàlia          | Bèlgica           |
| Partit polític | Partit Conservador  | Partit Socialista Obrer Espanyol | Partit Radical  | Agalev            |
| Grup polític | Demòcrates Europeus | Grup Socialista                  | No Inscrits     | Arc de Sant Martí |
| 1a votació | 199                 | 209                              | 61              | 14                |
| 2a votació | 233                 | 219                              | 35              | -                 |
| 3a votació | 241                 | 236                              | -               | -                 |

### Vicepresidències
En les 12 vicepresidències, el Grup Socialista va aconseguir set, el mateix que tota la resta de grups junts. A més el Grup del Partit Popular Europeu va aconseguir 3 i el Grup Comunista i aliats i el Grup dels Demòcrates Europeus, el Grup Liberal, Democràtic i Reformistas i el Grup de l'Aliança Democràtica Europea van obtenir un cadascú.
| Votació per a les vicepresidències del Parlament Europeu |                        |               |                                     |              |      |
| Primera volta                                            |                        |               |                                     |              |      |
| Nom                                                      | Nom                    | Estat         | Partit Polític                      | Grup polític | Vots |
|                                                          | Nicole Péry            | França        | Partit Socialista                   | SOC          |      |
|                                                          | Siegbert Alber         | Alemanya      | Unió Demòcrata Cristiana d'Alemanya | PPE          |      |
|                                                          | Enrique Barón          | Espanya       | Partit Socialista Obrer Espanyol    | SOC          |      |
|                                                          | Horst Seefeld          | Alemanya      | Partit Socialdemòcrata d'Alemanya   | SOC          |      |
|                                                          | Mark Clinton           | Irlanda       | Fine Gael                           | PPE          |      |
|                                                          | Mario Didò             | Itàlia        | Partit Socialista Italià            | SOC          |      |
|                                                          | Pieter Dankert         | Països Baixos | Partit del Treball                  | SOC          |      |
|                                                          | Guido Fanti            | Itàlia        | Partit Comunista Italià             | COM          |      |
|                                                          | Georgios Romeos        | Grècia        | Moviment Socialista Panhel·lènic    | SOC          |      |
|                                                          | Thomas Megahy          | Regne Unit    | Partit Laborista                    | SOC          |      |
|                                                          | Roberto Formigoni      | Itàlia        | Democràcia Cristiana                | PPE          |      |
| Segona volta                                             |                        |               |                                     |              |      |
| Nom                                                      | Nom                    | Estat         | Partit Polític                      | Grup polític | Vots |
|                                                          | François Musso         | França        | Reagrupament per la República       | ADE          |      |
|                                                          | Luis Guillermo Perinat | Espanya       | Aliança Popular                     | DE           |      |
| Tercera volta                                            |                        |               |                                     |              |      |
| Nom                                                      | Nom                    | Estat         | Partit Polític                      | Grup polític | Vots |
|                                                          | Rui Amaral             | Portugal      | Partit Socialdemòcrata              | LDR          |      |

## Eleccions europees a Espanya i Portugal
El 10 de juny de 1987 a l'estat espanyol i el 19 de juliol del mateix any a Portugal, es celebren les primeres eleccions europees d'ambdós estats amb una participació del 68,52% i del 72,4% respectivament, una mica per sobre de la participació general a les eleccions europees de 1984 a tota la Comunitat Europea.
A l'estat espanyol va guanyar el Partit Socialista Obrer Espanyol, amb 28 eurodiputats, enfront dels 17 d'Aliança Popular. El Centre Democràtic i Social va obtenir 7 escons, Esquerra Unida i Convergència i Unió en van obtenir 3, i Herri Batasuna i la Coalició per l'Europa dels Pobles, liderada per Eusko Alkartasuna i Esquerra Republicana de Catalunya, van obtenir-ne 1.
A Portugal, el Partit Socialdemòcrata va guanyar les eleccions amb 10 escons enfront dels 6 eurodiputats aconseguits pel Partit Socialista. El Centre Democràtic Social / Partit Popular va obtenir 4 seients, la Coalició Democràtica Unitària, liderada pel Partit Comunista Portuguès, va guanyar 3 escons, i el Partit Renovador Democràtic un únic eurodiputat.
| Grup polític | Grup polític                                                   | Posició          | Ideologia                                       | Escons    |
| ------------ | -------------------------------------------------------------- | ---------------- | ----------------------------------------------- | --------- |
|              | Grup Socialista (SOC)                                          | Centreesquerra   | Socialdemocràcia Socialisme democràtic          | 165 / 518 |
|              | Grup del Partit Popular Europeu - Grup Demòcrata Cristià (PPE) | Centredreta      | Conservadorisme liberal Democràcia cristiana    | 114 / 518 |
|              | Grup dels Demòcrates Europeus (GDE)                            | Dreta            | Conservadorisme                                 | 66 / 518  |
|              | Grup Comunista i aliats (COM)                                  | Esquerra         | Marxisme Anticapitalisme                        | 48 / 518  |
|              | Grup Liberal, Democràtic i Reformista (LDR)                    | Centre           | Liberalisme Socioliberalisme Progressisme       | 45 / 518  |
|              | Grup de l'Aliança Democràtica Europea (ADE)                    | Dreta Ultradreta | Conservadorisme nacionalista                    | 29 / 518  |
|              | Grup de l'Arc de Sant Martí (ARC)                              | Transversalisme  | Ecologisme Regionalisme                         | 20 / 518  |
|              | Grup de la Dreta Europea (GDE)                                 | Ultradreta       | Populisme de dreta Euroescepticisme Sobiranisme | 17 / 518  |
|              | No inscrits (NI)                                               |                  |                                                 | 14 / 518  |

| Estat | Grups polítics del Parlament Europeu | Grups polítics del Parlament Europeu | Grups polítics del Parlament Europeu | Grups polítics del Parlament Europeu | Grups polítics del Parlament Europeu | Grups polítics del Parlament Europeu | Grups polítics del Parlament Europeu | Grups polítics del Parlament Europeu | Grups polítics del Parlament Europeu | Grups polítics del Parlament Europeu | Grups polítics del Parlament Europeu | Grups polítics del Parlament Europeu | Grups polítics del Parlament Europeu | Grups polítics del Parlament Europeu | Grups polítics del Parlament Europeu | Grups polítics del Parlament Europeu | Grups polítics del Parlament Europeu | Grups polítics del Parlament Europeu | MEP |  |    |
| Estat | SOC                                  | SOC                                  | PPE                                  | PPE                                  | DE                                   | DE                                   | COM                                  | COM                                  | LDR                                  | LDR                                  | ADE                                  | ADE                                  | ARC                                  | ARC                                  | GDE                                  | GDE                                  | NI                                   | NI                                   | MEP |  |    |
| --- | ------------------------------------ | ------------------------------------ | ------------------------------------ | ------------------------------------ | ------------------------------------ | ------------------------------------ | ------------------------------------ | ------------------------------------ | ------------------------------------ | ------------------------------------ | ------------------------------------ | ------------------------------------ | ------------------------------------ | ------------------------------------ | ------------------------------------ | ------------------------------------ | ------------------------------------ | ------------------------------------ | --- |  | -- |
| Estat | RFA                                  | 33 SPD                               |                                      | 34 CDU 7 CSU                         |                                      |                                      |                                      |                                      |                                      |                                      |                                      |                                      |                                      | 7 Grüne                              |                                      |                                      |                                      |                                      | MEP |  | 81 |
| França | 20 PS                                |                                      | 9 UDF                                |                                      |                                      |                                      | 9 PCF 1 PCR                          |                                      | 13 UDF                               | +1                                   | 18 RPR 1 UDF                         | -1                                   |                                      |                                      | 10 FN                                |                                      |                                      |                                      | 81  |  |    |
| Itàlia | 9 PSI 3 PSDI                         |                                      | 26 DC 1 SVP                          |                                      |                                      |                                      | 26 PCI 1 PdUP                        | -1                                   | 4 PRI 2 PLI                          | +1                                   |                                      |                                      | 1 PSdAz 1 DP                         |                                      | 5 MSI                                |                                      | 3 PR                                 |                                      | 81  |  |    |
| Regne Unit | 32 Lab 1 SDLP                        |                                      |                                      |                                      | 45 CON                               | -1                                   |                                      |                                      |                                      |                                      | 1 SNP                                |                                      |                                      |                                      | 1 UUP                                | +1                                   | 1 DUP                                |                                      | 81  |  |    |
| Espanya | 28 PSOE                              | -8                                   | 1 UDC                                | -5                                   | 17 AP                                | +3                                   | 3 IU                                 | +3                                   | 2 CDC                                |                                      |                                      |                                      | 1 EA                                 |                                      |                                      |                                      | 7 CDS 1 HB                           | +7                                   | 60  |  |    |
| Països Baixos | 9 PvdA                               |                                      | 8 CDA                                |                                      |                                      |                                      |                                      |                                      | 5 VVD                                |                                      |                                      |                                      | 1 CPN 1 PPR                          |                                      |                                      |                                      | 1 SGP                                |                                      | 25  |  |    |
| Bèlgica | 5 PS 3 SP                            |                                      | 4 CVP 2 PSC                          |                                      |                                      |                                      |                                      |                                      | 3 PRL 2 PVV                          |                                      |                                      |                                      | 2 VU 1 Ecolo 1 Agalev                |                                      |                                      |                                      | 1 SP                                 |                                      | 24  |  |    |
| Grècia | 7 PASOK 2 PARKE 1 EDA                |                                      | 8 ND                                 |                                      |                                      |                                      | 3 KKE 1 KKE-I                        |                                      |                                      |                                      | 1 Boutos                             |                                      |                                      |                                      | 1 EPEN                               |                                      |                                      |                                      | 24  |  |    |
| Portugal | 6 PS 1 PRD                           | +1                                   | 4 CDS                                | +2                                   |                                      |                                      | 3 PCP                                |                                      | 10 PSD                               | +1                                   |                                      | -4                                   |                                      |                                      |                                      |                                      |                                      |                                      | 24  |  |    |
| Dinamarca | 3 A                                  |                                      | 1 CD                                 |                                      | 4 C                                  |                                      | 2 SF                                 |                                      | 2 V                                  |                                      |                                      |                                      | 4 N                                  |                                      |                                      |                                      |                                      |                                      | 16  |  |    |
| Irlanda |                                      |                                      | 6 FG                                 |                                      |                                      |                                      |                                      |                                      | 1 Maher                              |                                      | 8 FF                                 |                                      |                                      |                                      |                                      |                                      |                                      |                                      | 15  |  |    |
| Luxemburg | 2 LSAP                               |                                      | 3 CSV                                |                                      |                                      |                                      |                                      |                                      | 1 DP                                 |                                      |                                      |                                      |                                      |                                      |                                      |                                      |                                      |                                      | 6   |  |    |
| Total | 165                                  | -7                                   | 114                                  | -3                                   | 66                                   | +2                                   | 48                                   | +2                                   | 45                                   | +3                                   | 29                                   | -5                                   | 20                                   |                                      | 17                                   | +1                                   | 14                                   | +7                                   | MEP |  |    |
| Total |                                      |                                      |                                      |                                      |                                      |                                      |                                      |                                      |                                      |                                      |                                      |                                      |                                      |                                      |                                      |                                      |                                      |                                      | MEP |  |    |
| Total | SOC                                  | SOC                                  | PPE                                  | PPE                                  | DE                                   | DE                                   | COM                                  | COM                                  | LDR                                  | LDR                                  | ADE                                  | ADE                                  | ARC                                  | ARC                                  | GDE                                  | GDE                                  | NI                                   | NI                                   | MEP |  |    |
| Total | Grups polítics del Parlament Europeu |                                      |                                      |                                      |                                      |                                      |                                      |                                      |                                      |                                      |                                      |                                      |                                      |                                      |                                      |                                      |                                      |                                      | MEP |  |    |
| Nota: - Les dades comparatives són en relació amb l'organització dels grups a l'entrada d'Espanya i Portugal a les Comunitats Europees. |                                      |                                      |                                      |                                      |                                      |                                      |                                      |                                      |                                      |                                      |                                      |                                      |                                      |                                      |                                      |                                      |                                      |                                      |     |  |    |

## Grup de Coordinació Tècnica i Defensa dels Grups i Diputats Independents
El 17 de setembre de 1987, els representants del Centre Democràtic i Social (CDS) es van aliar amb altres diputats del grup dels No inscrits i, com va ocórrer a la I legislatura del Parlament Europeu amb el Grup per a la Coordinació Tècnica i la Defensa dels Grups i Diputats, es va fundar un grup parlamentari transversal amb l'objectiu d'obtenir majors recursos i drets anomenat Grup de Coordinació Tècnica i Defensa dels Grups i Diputats Independents (CTDI).
Si bé, el 29 d'octubre de 1987, el neerlandès Leen van der Waal del Partit Polític Reformat (SGP) va decidir abandonar el grup, i el 17 de novembre de 1987 els eurodiputats del CDS, els dos eurodiputats del Partit Radical italià i Jef Ulburghs, independent a les llistes del Partit Socialista de Bèlgica, van haver de dissoldre el grup perquè no van aconseguir un nou membre per mantenir el mínim exigit. Tots els eurodiputats es van reincorporar al grup dels No Inscrits, amb l'excepció de Carmen Díez de Rivera que l'1 de gener de 1988 es va incorporar al Grup Socialista.

## Elecció de la Comissió Delors II
A finals 1989, el Consell Europeu va decidir entregar un nou mandat com a President de la Comissió Europea a Jacques Delors. La Comissió Delors II va comptar amb 17 comissaris durant tot el mandat, un per cada país de les Comunitats Europees, amb l'excepció de França, Regne Unit, Itàlia, Alemanya i Espanya, que en tenien dos. A diferència de les anteriors Comissions, es van designar dues dones, per part de França i Grècia.
Els partits agrupats a la Confederació dels Partits Socialistes de la Comunitat Europea van tenir 5 representants enfront dels 4 representants de la Federació de Partits Liberals i Demòcrates a Europa i dels 3 representants del Partit Popular Europeu, que es van ampliar fins a 4 amb l'entrada del Partit Popular espanyol a la família europea. A més, sense partit europeu, hi havia el representant del Partit Conservador del Regne Unit, el Partit Republicà de França i el Fianna Fáil d'Irlanda, a més de dos independents.
| Comissió Delors II |                                                 |                                                                                  |          |                                                  |                                                                                      |          |                                                   |                                                                                      |
|                    |                                                 |                                                                                  |          |                                                  |                                                                                      |          |                                                   |                                                                                      |
|                    |                                                 |                                                                                  |          |                                                  |                                                                                      |          |                                                   |                                                                                      |
|                    |                                                 |                                                                                  |          |                                                  |                                                                                      |          |                                                   |                                                                                      |
| Designat           | Designat                                        | Cartera                                                                          | Designat | Designat                                         | Cartera                                                                              | Designat | Designat                                          | Cartera                                                                              |
|                    | · Jacques Delors · França · (UPSCE - PS)        | President                                                                        |          | · Frans Andriessen · Països Baixos · (PPE - CDA) | Vicepresident — Relacions exteriors i política comercial                             |          | · Henning Christophersen · Dinamarca · (LDRE - V) | Vicepresident — Assumptes econòmics i financers i Coordinació dels fons estructurals |
| [ 20 ]             | · Jacques Delors · França · (UPSCE - PS)        | [ 20 ]                                                                           | [ 20 ]   | · Frans Andriessen · Països Baixos · (PPE - CDA) |                                                                                      |          | · Henning Christophersen · Dinamarca · (LDRE - V) |                                                                                      |
|                    | · Leon Brittan · Regne Unit · (CON)             | Vicepresident — Competència i Entitats financeres                                |          | · Manuel Marín · Espanya · (UPSCE - PSOE)        | Vicepresident — Cooperació i Desenvolupament i Pesca                                 |          | · Martin Bangemann · RFA · (LDRE - FDP)           | Vicepresident — Mercat interior i Afers Industrials                                  |
| [ 20 ]             | · Leon Brittan · Regne Unit · (CON)             | [ 20 ]                                                                           | [ 20 ]   | · Manuel Marín · Espanya · (UPSCE - PSOE)        |                                                                                      |          | · Martin Bangemann · RFA · (LDRE - FDP)           |                                                                                      |
|                    | · Filippo Maria Pandolfi · Itàlia · (PPE - DCI) | Vicepresident — Ciència, Recerca, Desenvolupament, Telecomunicacions i Innovació |          | · Christiane Scrivener · França · (PR)           | Comissari — Fiscalitat i Unió duanera                                                |          | · Karel Van Miert · Bèlgica · (LDRE - PVV)        | Comissari — Transport i Protecció del consumidor                                     |
| [ 20 ]             | · Filippo Maria Pandolfi · Itàlia · (PPE - DCI) | [ 20 ]                                                                           | [ 20 ]   | · Christiane Scrivener · França · (PR)           |                                                                                      |          | · Karel Van Miert · Bèlgica · (LDRE - PVV)        |                                                                                      |
|                    | · Bruce Millan · Regne Unit · (UPSCE - Lab)     | Comissari — Política Regional                                                    |          | · António Cardoso · Portugal · (LDRE - PSD)      | Comissari — Energia, Euratom, Petites empreses, Personal i Traducció                 |          | · Abel Matutes · Espanya · (AP)                   | Comissari — Política mediterrània i llatinoamericana                                 |
| [ 20 ]             | · Bruce Millan · Regne Unit · (UPSCE - Lab)     | [ 20 ]                                                                           | [ 20 ]   | · António Cardoso · Portugal · (LDRE - PSD)      |                                                                                      |          | · Abel Matutes · Espanya · (AP)                   |                                                                                      |
|                    | · Jean Dondelinger · Luxemburg · (Independent)  | Comissari — Energia i EUROATOM                                                   |          | · Peter Schmidhuber · RFA · (PPE - CSU)          | Comissari — Pressupost                                                               |          | · Carlo Ripa di Meana · Itàlia · (UPSCE - PSI)    | Comissari — Medi ambient, Seguretat nuclear i Protecció civil                        |
| [ 20 ]             | · Jean Dondelinger · Luxemburg · (Independent)  | [ 20 ]                                                                           | [ 20 ]   | · Peter Schmidhuber · RFA · (PPE - CSU)          |                                                                                      |          | · Carlo Ripa di Meana · Itàlia · (UPSCE - PSI)    |                                                                                      |
|                    | · Ray MacSharry · Irlanda · (FF)                | Comissari — Competència                                                          |          | · Vasso Papandreou · Grècia · (UPSCE - PASOK)    | Comissari — Relacions amb el Parlament, Política Regional i Protecció del Consumidor |          |                                                   |                                                                                      |
| [ 20 ]             | · Ray MacSharry · Irlanda · (FF)                | [ 20 ]                                                                           |          | · Vasso Papandreou · Grècia · (UPSCE - PASOK)    |                                                                                      |          |                                                   |                                                                                      |

## Grups polítics al Parlament sortint
Al final de la legislatura, els grups del Parlament Europeu s'organitzaven de la següent manera:
| Grup polític | Grup polític                                                   | Posició          | Ideologia                                       | Escons    |
| ------------ | -------------------------------------------------------------- | ---------------- | ----------------------------------------------- | --------- |
|              | Grup Socialista (SOC)                                          | Centreesquerra   | Socialdemocràcia Socialisme democràtic          | 166 / 518 |
|              | Grup del Partit Popular Europeu - Grup Demòcrata Cristià (PPE) | Centredreta      | Conservadorisme liberal Democràcia cristiana    | 113 / 518 |
|              | Grup dels Demòcrates Europeus (GDE)                            | Dreta            | Conservadorisme                                 | 66 / 518  |
|              | Grup Comunista i aliats (COM)                                  | Esquerra         | Marxisme Anticapitalisme                        | 48 / 518  |
|              | Grup Liberal, Democràtic i Reformista (LDR)                    | Centre           | Liberalisme Socioliberalisme Progressisme       | 45 / 518  |
|              | Grup de l'Aliança Democràtica Europea (ADE)                    | Dreta Ultradreta | Conservadorisme nacionalista                    | 30 / 518  |
|              | Grup de l'Arc de Sant Martí (ARC)                              | Transversalisme  | Ecologisme Regionalisme                         | 20 / 518  |
|              | Grup de la Dreta Europea (GDE)                                 | Ultradreta       | Populisme de dreta Euroescepticisme Sobiranisme | 16 / 518  |
|              | No inscrits (NI)                                               |                  |                                                 | 14 / 518  |

| Estat | Grups polítics del Parlament Europeu | Grups polítics del Parlament Europeu | Grups polítics del Parlament Europeu | Grups polítics del Parlament Europeu | Grups polítics del Parlament Europeu | Grups polítics del Parlament Europeu | Grups polítics del Parlament Europeu | Grups polítics del Parlament Europeu | Grups polítics del Parlament Europeu | Grups polítics del Parlament Europeu | Grups polítics del Parlament Europeu | Grups polítics del Parlament Europeu | Grups polítics del Parlament Europeu | Grups polítics del Parlament Europeu | Grups polítics del Parlament Europeu | Grups polítics del Parlament Europeu | Grups polítics del Parlament Europeu | Grups polítics del Parlament Europeu | MEP |  |    |
| Estat | SOC                                  | SOC                                  | PPE                                  | PPE                                  | DE                                   | DE                                   | COM                                  | COM                                  | LDR                                  | LDR                                  | ADE                                  | ADE                                  | ARC                                  | ARC                                  | GDE                                  | GDE                                  | NI                                   | NI                                   | MEP |  |    |
| --- | ------------------------------------ | ------------------------------------ | ------------------------------------ | ------------------------------------ | ------------------------------------ | ------------------------------------ | ------------------------------------ | ------------------------------------ | ------------------------------------ | ------------------------------------ | ------------------------------------ | ------------------------------------ | ------------------------------------ | ------------------------------------ | ------------------------------------ | ------------------------------------ | ------------------------------------ | ------------------------------------ | --- |  | -- |
| Estat | RFA                                  | 33 SPD                               |                                      | 34 CDU 7 CSU                         |                                      |                                      |                                      |                                      |                                      |                                      |                                      |                                      |                                      | 7 Grüne                              |                                      |                                      |                                      |                                      | MEP |  | 81 |
| França | 20 PS                                |                                      | 8 UDF                                | -1                                   |                                      |                                      | 9 PCF 1 PCR                          |                                      | 13 UDF                               |                                      | 19 RPR 1 UDF                         | +1                                   |                                      |                                      | 9 FN                                 | -1                                   | 1 CNIP                               | +1                                   | 81  |  |    |
| Itàlia | 9 PSI 3 PSDI                         |                                      | 26 DC 1 SVP                          |                                      |                                      |                                      | 26 PCI 1 PdUP                        |                                      | 4 PRI 2 PLI                          |                                      |                                      |                                      | 1 PSdAz 1 DP                         |                                      | 5 MSI                                |                                      | 3 PR                                 |                                      | 81  |  |    |
| Regne Unit | 32 Lab 1 SDLP                        |                                      |                                      |                                      | 45 CON                               |                                      |                                      |                                      |                                      |                                      | 1 SNP                                |                                      |                                      |                                      | 1 UUP                                |                                      | 1 DUP                                |                                      | 81  |  |    |
| Espanya | 28 PSOE 1 CDS                        | +1                                   | 1 UDC                                |                                      | 17 AP                                |                                      | 3 IU                                 |                                      | 2 CDC                                |                                      |                                      |                                      | 1 EA                                 |                                      |                                      |                                      | 6 CDS 1 HB                           | -1                                   | 60  |  |    |
| Països Baixos | 9 PvdA                               |                                      | 8 CDA                                |                                      |                                      |                                      |                                      |                                      | 5 VVD                                |                                      |                                      |                                      | 1 CPN 1 PPR                          |                                      |                                      |                                      | 1 SGP                                |                                      | 25  |  |    |
| Bèlgica | 5 PS 3 SP                            |                                      | 4 CVP 2 PSC                          |                                      |                                      |                                      |                                      |                                      | 3 PRL 2 PVV                          |                                      |                                      |                                      | 2 VU 1 Ecolo 1 Agalev                |                                      |                                      |                                      | 1 SP                                 |                                      | 24  |  |    |
| Grècia | 7 PASOK 2 PARKE 1 EDA                |                                      | 8 ND                                 |                                      |                                      |                                      | 3 KKE 1 KKE-I                        |                                      |                                      |                                      | 1 Boutos                             |                                      |                                      |                                      | 1 EPEN                               |                                      |                                      |                                      | 24  |  |    |
| Portugal | 6 PS 1 PRD                           |                                      | 4 CDS                                |                                      |                                      |                                      | 3 PCP                                |                                      | 10 PSD                               |                                      |                                      |                                      |                                      |                                      |                                      |                                      |                                      |                                      | 24  |  |    |
| Dinamarca | 3 A                                  |                                      | 1 CD                                 |                                      | 4 C                                  |                                      | 2 SF                                 |                                      | 2 V                                  |                                      |                                      |                                      | 4 N                                  |                                      |                                      |                                      |                                      |                                      | 16  |  |    |
| Irlanda |                                      |                                      | 6 FG                                 |                                      |                                      |                                      |                                      |                                      | 1 Maher                              |                                      | 8 FF                                 |                                      |                                      |                                      |                                      |                                      |                                      |                                      | 15  |  |    |
| Luxemburg | 2 LSAP                               |                                      | 3 CSV                                |                                      |                                      |                                      |                                      |                                      | 1 DP                                 |                                      |                                      |                                      |                                      |                                      |                                      |                                      |                                      |                                      | 6   |  |    |
| Total | 166                                  | +1                                   | 113                                  | -1                                   | 66                                   |                                      | 48                                   |                                      | 45                                   |                                      | 30                                   | +1                                   | 20                                   |                                      | 16                                   | -1                                   | 14                                   |                                      | MEP |  |    |
| Total |                                      |                                      |                                      |                                      |                                      |                                      |                                      |                                      |                                      |                                      |                                      |                                      |                                      |                                      |                                      |                                      |                                      |                                      | MEP |  |    |
| Total | SOC                                  | SOC                                  | PPE                                  | PPE                                  | DE                                   | DE                                   | COM                                  | COM                                  | LDR                                  | LDR                                  | ADE                                  | ADE                                  | ARC                                  | ARC                                  | GDE                                  | GDE                                  | NI                                   | NI                                   | MEP |  |    |
| Total | Grups polítics del Parlament Europeu |                                      |                                      |                                      |                                      |                                      |                                      |                                      |                                      |                                      |                                      |                                      |                                      |                                      |                                      |                                      |                                      |                                      | MEP |  |    |
| Nota: - Les dades comparatives són en relació amb l'organització dels grups desprès de les eleccions europees a Espanya i Portugal. |                                      |                                      |                                      |                                      |                                      |                                      |                                      |                                      |                                      |                                      |                                      |                                      |                                      |                                      |                                      |                                      |                                      |                                      |     |  |    |